# 原安镇
原安乡，是中华人民共和国甘肃省平凉市静宁县下辖的一个乡镇级行政单位。

## 行政区划
原安乡下辖以下地区：
百富村、苏赵村、吉林村、庙川村、哈拉村、张营村、民寨村、关音村、坷老村、程义村、荞岔村、原头村、姚河村和齐埂村。